# The Ohio Express
The Ohio Express was een Amerikaanse bubblegum-band, die in 1967 werd opgericht in Mansfield. Hoewel op de markt gebracht als een band, zou het nauwkeuriger zijn om te zeggen dat de naam Ohio Express diende als een merknaam die werd gebruikt door Super K Productions van Jerry Kasenetz en Jeffry Katz om de muziek van een aantal verschillende muzikanten en acts uit te brengen. De bekendste nummers van Ohio Express (inclusief hun best scorende single Yummy Yummy Yummy) waren eigenlijk het werk van een verzameling studiomuzikanten die in New York werkten, waaronder singer/songwriter Joey Levine. Ander opgenomen Ohio Express werk omvatte materiaal opgenomen door een vroege groep van Joe Walsh, evenals een latere single geschreven en gezongen door Graham Gouldman (die werd uitgevoerd door de vier muzikanten die later bekend zouden worden als 10cc).
Een band die voorheen bekend stond als Sir Timothy & the Royals, werd omgedoopt tot The Ohio Express en ingehuurd om de singles te promoten door bij alle liveoptredens te verschijnen. Dit is dezelfde groep gefotografeerd op de platenhoezen. Vergeleken met andere bubblegum-bands, zoals 1910 Fruitgum Company, The Archies, The Music Explosion, Middle of the Road, The Partridge Family en The Bay City Rollers, speelden ze hardere muziek.

## Bezetting
- Joey Levine[3] (zang)
- Tim Corwin (drums)
- Dean Kastran (e-bas)
- Dale Powers (gitaar)
- Doug Grassel (gitaar) (geb. 5 juli 1949 in Ohio; † 21 september 2013 in Keulen)
- Jim Pfayler (keyboards)

## Geschiedenis

### Begin: The Rare Breed (1966-1967)
De vraag wie de echte Ohio Express is, is moeilijk te beantwoorden. De eerste single die aan The Ohio Express werd toegeschreven, was Beg, Borrow and Steal, een Louie Louie-afleiding die eind 1967 een Top 40-hit werd in de Verenigde Staten en Canada. Precies hetzelfde single was echter begin 1966 uitgegeven door The Rare Breed bij Attack Records. Deze mislukte op nationaal niveau, hoewel er wel regionale actie was in New Hampshire en Utah.
The Rare Breed bracht in 1966 nog de single Come and Take a Ride in My Boat uit bij Attack, wat een kleine hit was in het zuidwesten van de Verenigde Staten, maar landelijk niet in de hitlijsten kwam (het nummer kwam een jaar later op nummer 6 voor Every Mother's Son als Come on Down to My Boat). The Rare Breed had toen blijkbaar een geschil met Super K Productions en verliet het bedrijf om nooit meer op te nemen.
De opname Beg, Borrow & Steal werd vervolgens opnieuw gemixt en opnieuw uitgegeven in augustus 1967 bij Cameo Parkway Records, nu vermeld op The Ohio Express (een naam waarop Super K Productions alle rechten beheerde). De plaat was begin september een nummer 1-single in Columbus en werd in de daaropvolgende maanden geleidelijk een hit in Canada en de Verenigde Staten.
De overigens uitvoerig geannoteerde Nuggets-boxset (die Beg, Borrow and Steal bevat) suggereert dat The Rare Breed uit New York of New Jersey kwam, maar biedt geen andere gegevens. Echter, een interview uit 2003 en een YouTube-bericht uit 2009 van een uitvoering van Beg, Borrow and Steal identificeert de leden van de Rare Breed als John Freno (zang, gitaar), Barry Stolnick (keyboards), Joel Feigenbaum (slaggitaar), Alexander 'Bots' Narbut (zang, bas) en Tony Cambria (drums), allemaal oorspronkelijk uit Brooklyn en The Bronx.

### Sir Timothy en de Royals (1967)
Omdat er geen band beschikbaar was om de single te promoten door liveconcerten te spelen, huurde Super K Productions de band Sir Timothy & the Royals uit Mansfield in en noemde ze The Ohio Express. De bezetting bestond uit Dale Powers (zang, gitaar), Doug Grassel (slaggitaar), Dean Kastran (bas), Jim Pfahler ( keyboards) en Tim Corwin (drums). Deze band toerde als de Ohio Express, maar hun tourneeverplichtingen (en de thuisbasis van Ohio) maakten het moeilijk voor hen om naar de in New York gevestigde Super K-kantoren te gaan om een vervolgsingle op te nemen voor Beg, Borrow and Steal. Van de oorspronkelijke bandleden verscheen alleen Dale Powers (leadzang) op de tweede single Try It, die aan Ohio Express werd toegeschreven, later gecoverd door The Standells. De single bleef ver buiten de Amerikaanse Top 40 steken, met een piek op nummer 83.
De band nam al snel het album Beg, Borrow and Steal op. Het vermengde het oorspronkelijke Rare Breed-titelnummer met nummers opgenomen door de Ohio Express-tourneeband, evenals nummers opgenomen door de Super K-stafmuzikanten met zang van Powers. De lp kwam uit in de herfst van 1967 bij Cameo-Parkway Records in Philadelphia. Helaas ging het platenlabel kort daarna failliet en werd het gekocht door muziekbusinessmagnaat Allen Klein, die tot op de dag van vandaag eigenaar is van de masters.
De twee nummers I Find I Think of You en And It's True op de lp Beg, Borrow and Steal zijn eigenlijk opgenomen door de band The Measles uit Kent, Ohio, geleid door Joe Walsh, later van de James Gang en The Eagles. Daarnaast hebben The Measles een instrumentale versie opgenomen van And It's True (hertiteld Maybe) die op de B-kant van de single Beg, Borrow and Steal werd geplaatst.

### De Joey Levine-jaren (1968-1969)
De Ohio Express verhuisde vervolgens naar het thuislabel van bubblegumpop, Buddah Records. Tegelijkertijd kwam Joey Levine (die Try It had geschreven) met nieuw materiaal voor de Ohio Express op de proppen in opdracht van Super K Productions. Hij nam een demoversie van het nummer Yummy Yummy Yummy op met Super K-stafmuzikanten en zijn eigen zangstem voor de Ohio Express om op te nemen. Neil Bogart, hoofd van Buddah, vond de demo echter zo leuk dat hij de plaat uitbracht, met Levine's zang en helemaal geen input van de tourneeversie van de Ohio Express. Het nummer werd een internationale hit, met een piek op #4 VS, #5 VK, #5 Ierland, #7 Australië en #1 Canada. Twee maanden na het uitbrengen waren er meer dan een miljoen exemplaren van verkocht en kreeg het de status van gouden schijf door de R.I.A.A. in juni 1968.
Het succes van de door Levine uitgevoerde Yummy Yummy Yummy zette een patroon voor The Ohio Express. Ze brachten tussen 1968 en 1970 vier lp's en een groot aantal singles uit voor Buddah, maar de oorspronkelijke band die op albumhoezen en bij liveshows verscheen, droeg geen enkele noot bij aan hun hitsingles. Voor het jaar na het uitbrengen van Yummy Yummy Yummy werden alle singles van Ohio Express mede geschreven en gezongen door Levine, met muzikale begeleiding door anonieme New Yorkse sessiemuzikanten. Onder deze regeling scoorde de band in 1968 en 1969 nog drie top 40-hits in de Verenigde Staten, Canada en Australië met Down at Lulu's, Chewy Chewy en Mercy. Chewy Chewy was de tweede miljoenenseller van de band in maart 1969. Ook rond deze tijd werd het vanaf dit punt Ohio Express voor de meeste publicaties.
Er zijn geen gelegenheden bekend waarbij Levine optreedt met het oorspronkelijke Ohio Express-kwintet, zowel live als in de studio. De vijf jongens uit Ohio waren ondertussen maar op een paar van de albumnummers te horen. Naar verluidt was de tourneeband niet eens op de hoogte van het bestaan van Chewy Chewy, de nieuwe single die onder hun naam was uitgekomen en toen fans erom vroegen tijdens een liveshow, waren ze bijgevolg niet in staat om deze te spelen.

### Hergebruikte nummers (1968-1970)
Super K Productions hergebruikte vaak nummers van de ene act naar de andere en bracht precies dezelfde opname uit onder twee verschillende bandnamen. Naast de Ohio Express-hit Beg, Borrow and Steal (oorspronkelijk toegeschreven aan The Rare Breed), merkten fans op dat verschillende Ohio Express B-kantjes en albumnummers in feite in eerste instantie werden uitgegeven en toegeschreven aan andere Super K-acts. Voorbeelden hiervan zijn de B-kant van de Sausalito-single Make Love Not War, die oorspronkelijk werd uitgegeven als Road Runner door de Music Explosion en het albumnummer Shake uit 1970, oorspronkelijk uitgegeven door Kasenetz Katz Super Circus. Ook Zig Zag, de B-kant van Yummy Yummy Yummy, was het instrumentale nummer (Poor Old) Mr. Jensen van 1910 Fruitgum Company, dat achteruit werd afgespeeld.

### Het post-Levine-tijdperk (1969-1970)
Na vijf singles achter elkaar, mede geschreven en gezongen door Joey Levine (waarvan er vier de Amerikaanse en Canadese Top 40 haalden), raakte Levine ontevreden over de hoeveelheid geld die hij ontving van zijn productiedeal en verliet hij begin 1969 Super K Productions. Het bedrijf wendde zich vervolgens tot andere handen om Ohio Express-singles te schrijven, te produceren en uit te voeren. Het toerende kwintet uit Ohio was er niet bij.
Nadat Levine was vertrokken, haalde The Ohio Express nooit meer de top 40 in Noord-Amerika, hoewel drie singles uit 1969 de onderste regionen van de Amerikaanse en Canadese hitlijsten haalden. Een latere kleine hit Sausalito (is the Place to Go) werd mede geschreven en gezongen door Graham Gouldman en uitgevoerd door de vier muzikanten die later 10cc zouden vormen. Een andere late single, Cowboy Convention, sloop de Australische top 40 binnen, met een piek op nummer 38.
In 1975 stelden Kasanetz en Katz kort een nieuwe live band samen onder de naam Ohio Express. De band trad een korte tijd op in clubs op Long Island en bevatte John Visconti op leadzang en slaggitaar, Irv Berner op leadgitaar en zang, Elliot Schwartz op toetsen en zang en Angie op basgitaar. Len Napolitano speelde drums voor verschillende optredens.
Jaren later herzag Tim Corwin een andere versie van de band en begon hij op te treden in binnen- en buitenland. Corwin hield de band actief en vroeg in 1999 een servicemerk aan voor de naam Ohio Express, zonder toestemming van de platenmaatschappijen die de rechten op de naam met de verschillende masteropnamen bezitten. The Ohio Express trad onlangs op in Las Vegas, andere casino's en meest recentelijk (2012) verscheen Corwin op de Keulse televisie met Yummy Yummy Yummy.
Halverwege de jaren 1970 voegde gitarist Mike Brumm uit Mansfield zich bij de band en bleef daar tot het einde van de jaren 2000.

### The Ohio Express vandaag
Een nieuwe tourneeversie van The Ohio Express werd in de jaren 1980 bijeengeroepen. Tegenwoordig toert een bezetting onder leiding van de oorspronkelijke drummer Tim Corwin met leadzang, John Baker (leadgitaar), Andy Lautzenheiser (bas), Bill Hutchman (drums), Jeff Burgess (keyboard) en Warren Sawyer (slaggitaar en keyboards) door het oldiescircuit.
Op 23 juli 1988 kwam het oorspronkelijke toerende kwintet van Powers, Kastran, Grassel, Pfahler en Corwin bij elkaar voor een 20 Year Reunion Concert in het Renaissance Theatre in hun geboorteplaats Mansfield.
Twee van de oorspronkelijke leden van de tourneeband zijn overleden: toetsenist/zanger/songwriter Jim Pfahler overleed op 10 maart 2003 op 54-jarige leeftijd en ritmegitarist Doug Grassel overleed op 21 september 2013 op 64-jarige leeftijd aan longfibrose.
Bassist Dean Kastran werd vanaf juni 2021 lid van de nationale act The Cyrkle. Hij speelt ook bas en zingt in de Eggerton-Kastran Group (ook bekend als EKG), een akoestisch duo met zanger/gitarist Denny Eggerton en de vijfkoppige band The Caffiends, beide gevestigd in Mansfield. Dale Powers is nu als christelijke muziekevangelist gevestigd in Mansfield en heeft zijn eigen platenlabel en website voor zijn bediening opgericht. Dean Kastran speelt bas in de Race Ministries Band en nam nummers op met Dale op zijn album The Journey Within! met originele nummers.

## Discografie

### Singles
- 1967: Beg Borrow and Steal / Maybe
- 1967: Try It / Soul Struttin'
- 1968: Yummy Yummy Yummy / Zig Zag
- 1968: Down at Lulu's / She's Not Comin' Home
- 1968: Chewy Chewy / Firebird
- 1968: Sweeter Than Sugar / Nothing Is Sweeter Than My Baby
- 1969: Mercy / Roll It Up
- 1969: Pinch Me (Baby Convince Me) / Peanuts
- 1969: Cowboy Convention / The Race (That Took Place)
- 1969: Love Equals Love / Peanuts
- 1969: Sausalito (Is the Place to Go) / Make Love Not War
- 1970: Hot Dog / Ooh La La
- 1970: That's the Way a Woman Is / Talking 'Bout You
- 1994: Catchy Catchy Groove
- 2009: I Need You
- 2010: Swingin & Rockin the Blues (als Garrison & Ohio Express)
- 2011: Boom Boom (Rebeling Song)

### Albums
- 1968: Beg, Borrow and Steal
- 1968: The Ohio Express
- 1969: Chewy Chewy
- 1969: Mercy
- 1970: The Very Best of the Ohio Express
- 2001: Yummy Yummy Yummy – The Best of the Ohio Express
- 2013: Still Alive & Rockin'